# Municipio de Lausanne
El municipio de Lausanne (en inglés: Lausanne Township) es un municipio ubicado en el condado de Carbon en el estado estadounidense de Pensilvania. En el año 2000 tenía una población de 218 habitantes y una densidad poblacional de 14.6 personas por km².

## Geografía
El municipio de Lausanne se encuentra ubicado en las coordenadas 40°57′30″N 75°49′59″O / 40.95833, -75.83306.

## Demografía
Según la Oficina del Censo en 2000 los ingresos medios por hogar en la localidad eran de $30,625 y los ingresos medios por familia eran $42,679. Los hombres tenían unos ingresos medios de $30,938 frente a los $17,212 para las mujeres. La renta per cápita para la localidad era de $16,797. Alrededor del 11,9% de la población estaban por debajo del umbral de pobreza.